# Hold Your Breath (film 2024)
Hold Your Breath è un film del 2024 diretto da Karrie Crouse e Will Joines.

## Trama
Nell'Oklahoma degli anni '30, Margaret Bellum vive in un terreno agricolo un tempo prospero, ora raso al suolo dal Dust Bowl. Lavora insieme alle sue due figlie, l'adolescente Rose e la sorella minore Ollie, che è diventata sorda muta dopo un attacco di scarlattina. La figlia più piccola, Ada, è morta a causa della malattia, causando a Margaret, in lutto, violenti episodi di sonnambulismo, che lei previene prendendo sonniferi. Il patriarca della famiglia, Henry, si è trasferito a Filadelfia per accettare un lavoro edile e, sebbene volesse che Margaret e le ragazze lo raggiungessero, Margaret ha rifiutato perché non voleva lasciare la tomba di Ada. Una notte, Rose legge "L'Uomo Grigio" a Ollie, la storia di un uomo che uccide la sua famiglia, ma viene travolto da una tempesta di polvere e muore; può entrare nei corpi delle vittime e controllarle.
Durante un circolo di cucito settimanale, Margaret scopre che un vagabondo avrebbe fatto irruzione nella casa di un vicino, legato il padre e assassinato il resto della famiglia. Diventa sempre più ansiosa mentre protegge la proprietà e i suoi timori diventano realtà quando uno strano uomo, Wallace, viene scoperto nascosto nel suo granaio. Wallace, un predicatore, indossa il cappotto di Henry e afferma di aver incontrato Henry sul posto di lavoro, e quest'ultimo gli ha chiesto di passare a controllare la famiglia; si era nascosto solo per riprendersi dalla tempesta. Insospettita, Margaret gli ordina di andarsene, ma quando Wallace guarisce miracolosamente il naso sanguinante di Rose causato dalla polvere e poi promette di aiutare la mucca malata della famiglia, Margaret cede e gli permette di restare.
La situazione della famiglia migliora grazie alla presenza di Wallace, e la zona gode persino di una pioggia battente, che Wallace aveva promesso di chiedere a Dio. Alla fine, una lettera di Henry raggiunge la famiglia dopo molti ritardi dovuti alla polvere. Margaret è scioccata quando Henry rivela inconsapevolmente che Wallace ha rubato il cappotto e i soldi al suo interno, e forse ha ucciso un altro lavoratore. Margaret lo costringe ad andarsene sotto la minaccia di un'arma. Wallace brucia la lettera in modo che Margaret non possa portarla allo sceriffo, e avverte Margaret che tornerà e non può essere fermato, poiché è "l'Uomo Grigio".
Margaret prende sul serio i suoi avvertimenti, e trasferisce la famiglia in una stanza, sigilla la casa e gradualmente smette di uscire. Smette anche di prendere i sonniferi per stare all'erta per Wallace, il che la porta ad avere allucinazioni e sonnambulismo. Nonostante la sicurezza della casa, iniziano a verificarsi strani eventi, come il letto delle ragazze che prende fuoco durante la notte e oggetti che si muovono nonostante tutte le porte siano chiuse a chiave. La paranoia di Margaret aumenta anche se in seguito i pettegolezzi al circolo di cucito indicano che potrebbe non esserci nessun vagabondo assassino e che l'assassino potrebbe essere stato il patriarca della famiglia.
Margaret alla fine porta le ragazze a un ballo locale su consiglio di sua sorella Esther, poiché si vocifera nella zona che stia impazzendo, e Margaret ha paura di essere ritenuta inadatta a crescere le figlie e che le vengano portate via come è successo ad Ada. Tuttavia, all'evento, Margaret ha un crollo emotivo in pubblico, afferma che Wallace è un'entità paranormale che sta attaccando la sua casa e avverte la congregazione dell'Uomo Grigio. Rose la riporta a casa, dove Margaret ha un'allucinazione di Wallace che invade la proprietà e lei gli spara. Nel processo, quasi uccide Rose, che la implora di svegliarsi; Rose scopre in seguito che Margaret non ha sparato a Wallace, ma a Esther, che era andata a controllare Margaret. Rose cerca di scappare con Ollie, ma una tempesta di polvere si sta avvicinando, lasciandole intrappolate.
Mentre inizia la tempesta, arriva lo sceriffo, preoccupato per il comportamento di Margaret fin dal ballo. Rose ammette le condizioni della madre, ma una Margaret impazzita lo pugnala a morte prima che possa portare via le ragazze. Dice a Rose che, poiché la giustizieranno per averlo ucciso, dovranno tutti suicidarsi in gruppo in modo da poter stare insieme e unirsi ad Ada. Incapace di uccidere sua madre direttamente, Rose la inganna per farla uscire nella tempesta. In lacrime taglia la cima di sicurezza, lasciando Margaret a morire nella tempesta. Le ragazze in seguito viaggiano a Filadelfia per riunirsi con il padre.

## Distribuzione

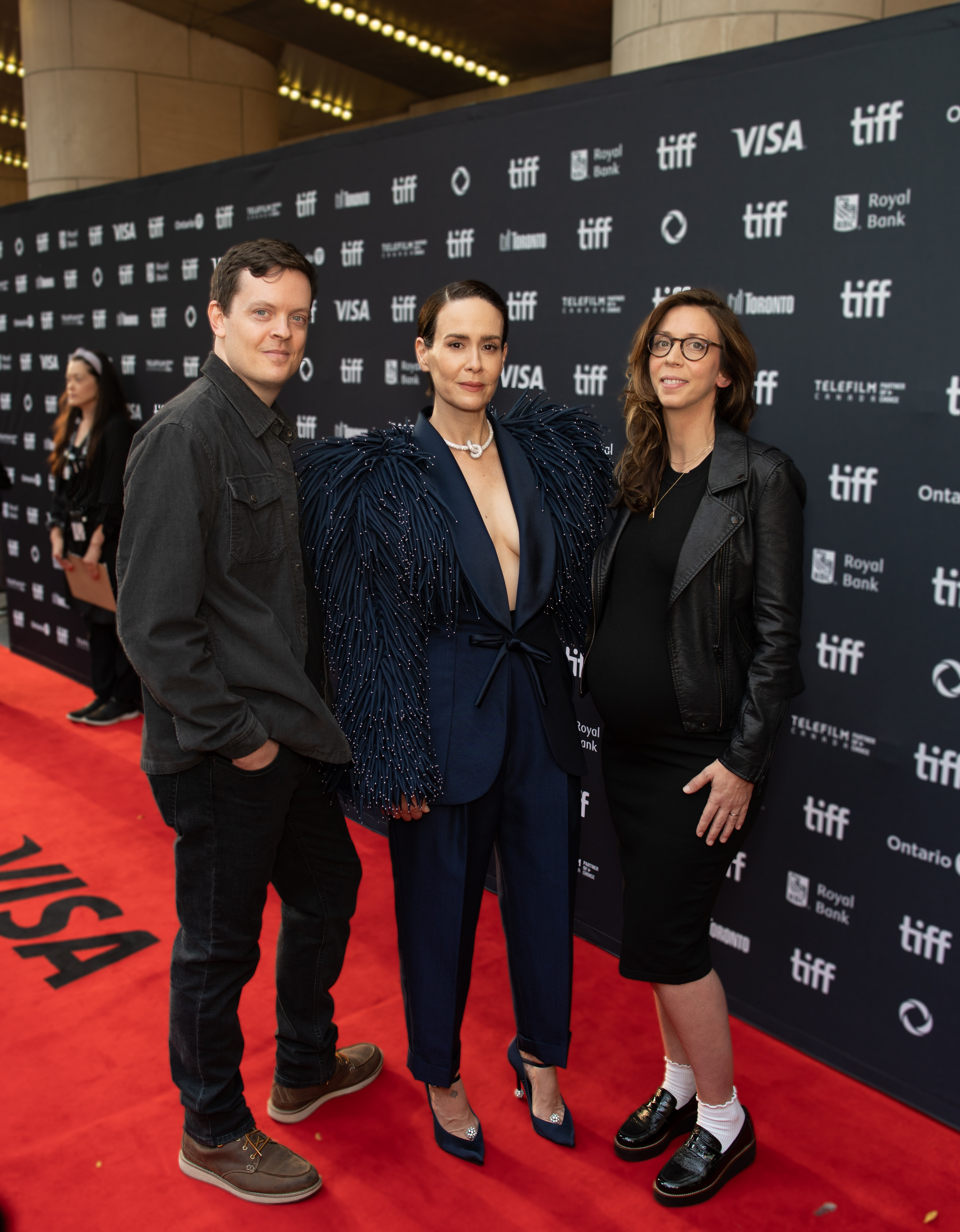
Will Joines, Sarah Paulson e Karrie Crouse al Toronto International Film Festival (2024)

Il film è stato presentato in anteprima al Toronto International Film Festival il 12 settembre 2024. È stato successivamente distribuito da Searchlight Pictures come film originale Hulu negli Stati Uniti il 3 ottobre 2024. A livello internazionale, il film è stato reso disponibile per lo streaming su Disney+.